# Królestwo Kentu
Królestwo Kentu (staroang. Cantwara rīce, łac. Regnum Cantuariorum) – jutyjska kolonia, a następnie królestwo w dzisiejszej południowo-wschodniej Anglii. Zostało założone w połowie V wieku przez germańskich mieszkańców Jutlandii, po wycofaniu się Rzymian. Jedno z siedmiu tradycyjnych królestw heptarchii anglosaskiej, utraciło niepodległość w VIII wieku, stając się lennem Mercji. W IX wieku było lennem Wessex, by w X wieku zostać częścią królestwa Anglii.

## Historia

### Romanobrytyjski Ceint
Korzenie Kentu są nieznane, jednakże jego dzisiejsze granice zapewne pokrywają się ze szczepowymi ziemiami brytyjskich Cantiaków, zwanymi Ceintem skąd wzięła się nazwa królestwa. Juliusz Cezar wspominał o Cyngetoryksie, Carviliusie, Taximagulusie oraz Segovaksie jako królach czterech regionów Cantiacji. Imiona późniejszych królów znane są z monet – Dubnovellaunus, Vosenos, Eppillus oraz Amminus.
Wybrzeże Kentu, znane jako "Saski brzeg", strzeżone było przez serię fortec. Długo po ewakuacji ostatniego rzymskiego legionu u brzegów Brytanii pojawiły się pierwsze statki Jutów, jak donoszą lokalne podania. Brytowie zaoferowali im służbę foederatich, co miało być pomocą w odpieraniu ataków Piktów i iryjskich Szkotów. Według legendy Jutowie mieli otrzymać zaopatrzenie oraz wyspę Ruoihm (jak zapisał tę nazwę Nenniusz), znaną później jako Wyspa Thanet. "Kronika anglosaska" podaje, iż przywódca nowo przybyłych, Hengest radził:
"Przyjmijcie moją radę, a już nigdy nie będziecie się obawiać żadnego człowieka, czy ludu, gdyż mój lud jest silny. Zaproszę mojego syna oraz jego kuzyna, aby walczyli przeciw Irlandczykom (Szkotom), albowiem są oni dobrymi wojownikami."
Jutowie atakowali statki nieprzyjaciół przynosząc wytchnienie obleganym społecznościom romanobrytyjskim na północy. Według "Historii Regum Britanniae" Geoffreya z Monmouth, brytyjski król Vortigern poślubił Rowenę, córkę Hengesta we wianie dając civitas Cantiaci – Kent.
Według Nenniusza, królem Ceintu w czasach Vortigerna był Gwrangon. Tytuł "król" może być zwodniczy i bardziej prawdopodobnym jest, iż prowincja była zarządzana przez gubernatora cywilnego (gwrangona?) oraz wojskowego. Zgodnie z tym rzymskim zwyczajem to Hengest został zarządcą militarnym.
Założenie barbarzyńskich osad wewnątrz lądu spowodowało, że rozbudowana linia obronna wzdłuż "Saskiego brzegu" stała się niemal bezużyteczna, jak lamentuje brytyjski mnich Gildas Mędrzec:
"Przypieczętowali los Brytanii spraszając doń (jak wilki do stada owiec) srogich Sasów [sic!], rasę nieprzyjazną Bogu i ludziom, aby odpierali ataki północnych narodów. Nic nie było tak zgubnego dla naszego kraju, nic nie było tak nieszczęśliwego. Jakaż namacalna ciemność musiała opaść ich umysły – ciemne, zdesperowane i okrutne! Tych samych ludzi, których obawiali się bardziej niż śmierci, gdy byli nieobecni, zaproszono, aby żyli, jak można by rzec, pod jednym dachem."
Jutowie zaczęli stawiać coraz bardziej wygórowane warunki swoim podzielonym gospodarzom. Ile razy Brytowie grozili, że wstrzymają dostawy prowiantu, Jutowie odgrażali się zerwaniem sojuszu i splądrowaniem kraju. Vortimer, syn Vortigerna zebrał armię i zaatakował osiedleńców. Pod Aylesthrep padł wraz z Horsą, bratem Hengesta i współwładcą Kentu. W następnym roku obie strony starły się ponownie pod Creganford.
Pod pretekstem zawarcia pokoju pomiędzy Brytami a Germanami, łączącego się z cesją terenów obecnego Essex, zorganizowano bankiet. "Sasi" – co miało prawdopodobnie wliczać także Jutów i Anglów – przybyli na uroczystość uzbrojeni i wyrżnęli zaskoczonych gospodarzy. Wydarzenie to zostało okrzyknięte "Nocą długich noży" przez Geoffreya z Monmouth i jest oryginalnym wydarzeniem noszącym to miano. Jedynym wodzem, któremu udało się zbiec z rzezi był Vortigern. Historyczność tego wydarzenia oraz osób weń zaangażowanych jest jedynie przypuszczalna, gdyż dowody w piśmiennictwie są słabe i najczęściej apokryficzne.
Rząd Vortigerna upadł, zaś Brytania pogrążyła się w wojnie domowej. Brytowie próbowali wypędzić Germanów, ścierając się pod Wippedsfleot, jednakże nigdy nie udało się im odzyskać Kentu. Od tamtego momentu Ceint znany był jako Cantware, "mieszkańcy Kentu", a jego królowie wyprowadzali swój rodowód od Hengesta.

### Jutyjskie Cantware

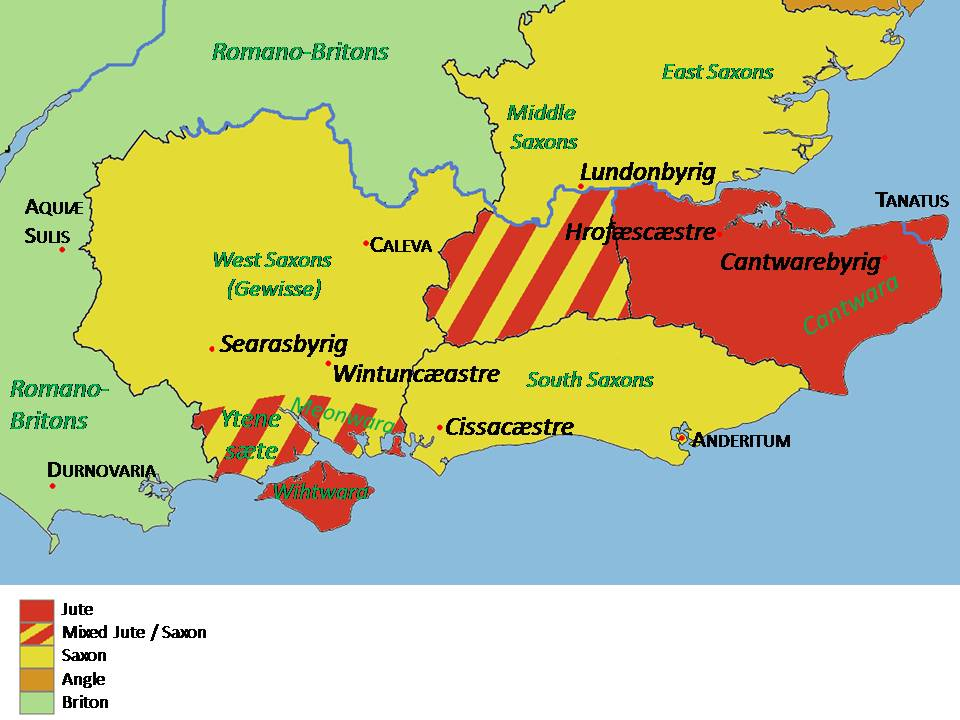
Ziemie Anglów, Sasów i Jutów w Brytanii

Pierwszym faktycznie udokumentowanym wydarzeniem było przybycie Augustyna z grupą 40 mnichów w 597 roku. Kent, jako pierwsze z germańskich królestw na brytyjskiej ziemi było najpotężniejsze we wczesnym okresie anglosaskim. Jako jedyne posiadało dwóch biskupów w VII wieku.
Kent doszedł do największego rozkwitu za panowania Ethelberta I na początku VII wieku – król wywalczył sobie tytuł bretwalda i nosił go do śmierci w 616 roku. Był także pierwszym anglosaskim władcą, który przyjął chrześcijaństwo i wprowadził kodeks prawny. Utrzymywał również dobre stosunki z Frankami – jego żona należała do tego ludu. Rządy Etherlberta są cezurą, gdyż po tym okresie następuje stopniowe załamanie dominacji Kentu. Już około 650 roku królestwo zostało przyćmione przez potężniejsze państwa anglosaskie.
W 686 roku Kent został podbity przez Cædwallę z Wessex. Zaledwie po roku panowania zamordowany został protektor terenów jutyjskich, brat Cædwalli, Mul. W odwecie Wessex ponownie najechał Kent, pozostawiając go w stanie zupełnego rozkładu. W ciągu następnych dwóch lat wątpliwą władzę dzierżył popierany przez Mercjan Oswine, jednak utracił ją na rzecz Wihtreda. Król ów uczynił wiele, aby odrestaurować państwo po latach tumultów i zniszczeń – w 694 roku zawarł pokój z Zachodnimi Sasami płacąc rekompensatę za śmierć Mula.
Po śmierci Wihtreda w 725 roku Kent popadł w rozdrobnienie. Przez kolejne 40 lat rządzili nim jednocześnie dwaj lub nawet trzej królowie. Prawdopodobnie ta fragmentacja zachęciła Offę, króla Mercji do zaatakowania. W 764 roku zajął całe państwo i rządził poprzez podporządkowanych królów. U początku 770 roku Offa próbował wdrożyć władzę bezpośrednią co zaowocowało rebelią. W 776 roku doszło do bitwy pod Otford, nie odnotowanej w piśmiennictwie, jednakże jej skutki wskazują na wygraną Jutów. Przez następne dziesięć lat rządzili Kentem kolejno Egbert II oraz Ealhmund. W 785 roku Offa ponownie ustanowił swoje dominium nad królestwem.
W latach 785-796 Kent był zarządzany przez Mercję. Po śmierci Offy wybuchła kolejna rebelia pod wodzą Eadberhta III Præna, która przyniosła mu władzę na zaledwie dwa lata. W 798 roku, następca Offy, Coenwulf posadził na tronie zbuntowanego państwa swojego brata Cuthreda, zaś po jego śmierci w 807 sam zarządzał Kentem. Władzę protegowanego Mercji Baldreda zastąpili podwładni Wessex, po zwycięskiej bitwie pod Ellandun.
W 892 roku, kiedy cała południowa Anglia została zjednoczona pod berłem Alfreda Wielkiego, Kent stało na krawędzi przepaści. Sto lat wcześniej pogańscy wikingowie rozpoczęli zbrojne najazdy na wyspę – zaczynając od klasztoru w Lindisfarne posuwali się na południe. Dopiero w 878 roku Alfred pokonał ich, zezwalając na osiedlanie się w Anglii Wschodniej i na północnym wschodzie. Jednakże duńscy pobratymcy najeźdźców panoszyli się na kontynencie – około roku 880 wódz Hastein obległ Paryż i zajął Bretanię, która stała się bazą wypadową dla łupieżców.
W 892 roku ponad 350 wikińskich statków wypłynęło z Boulogne-sur-Mer w kierunku wybrzeża Kentu. Wielka armia licząca 5000-10 000 wojowników, wraz z kobietami, dziećmi i końmi wpłynęła poprzez deltę rzeki Limen, atakując saski fort w pobliżu kościoła Św. Rumwolda i zabijając wszystkich. W następnym roku najeźdźcy zbudowali wielki fort w Appledore. Dowiedziawszy się o tym duńscy osadnicy zerwali pokój z Alfredem i ruszyli w sukurs pobratymcom. Początkowo udało im się plądrować i palić do ziemi pobliskie osady, w tym Seleberhtes Cert (dzisiejsze Great Chart), jednakże po przeniesieniu się w głąb lądu stracili impet i po czterech latach dali za wygraną. Niektórzy powrócili do Anglii Wschodniej, inni do północnej Francji, stając się przodkami Normanów, którzy mieli powrócić zwycięscy w ciągu zaledwie dwóch wieków.